# La famiglia di Barbapapà/Il migliore amico degli animali
La famiglia di Barbapapà/Il migliore amico degli animali è un singolo di Roberto Vecchioni con il gruppo Le Mele Verdi, pubblicato nel 1977.

## Tracce
1. La famiglia di Barbapapà – 2:05 (testo: Roberto Vecchioni – musica: Joop Stokkermans e Harrie Geelen)
2. Il migliore amico degli animali – 2:30 (testo: Roberto Vecchioni – musica: Joop Stokkermans e Harrie Geelen)

## Descrizione
La Serie animata dei Barbapapà fu realizzata nel 1974 e arrivò in Italia nel 1976. Nel 1975 venne pubblicato l'album Barbapapà. La traduzione italiana dei testi fu affidata a Roberto Vecchioni su musica di Joop Stokkermans. Il cantautore interpretò alcune delle canzoni assieme al gruppo Le Mele Verdi, fondato e diretto da Mitzi Amoroso. Il 45 giri della sigla venne stampato solo nel 1977. In televisione venne mandata la parte finale della sigla, ovvero l'ultima strofa, incisa col titolo Ecco arrivare i Barbapapà, mentre il singolo conteneva la versione per esteso del brano, dal titolo La famiglia di Barbapapà.
Nel 1979 Claudio Lippi e Orietta Berti con I Piccoli cantori di Nini Comolli incisero un nuovo album dedicato alla seconda serie del cartone, chiamato anch'esso Barbapapà, contenente una cover di Ecco arrivare i Barbapapà dalla durata inferiore, simile a quella del taglio televisivo.
Il secondo brano, Il migliore amico degli animali è un brano sempre scritto da Roberto Vecchioni su musica di Joop Stokkermans e contenuto anch'esso nell'LP Barbapapà.